# Purila
Purila – wieś w Estonii, prowincji Rapla, w gminie Rapla.